# علي ناصر (ليبيا)

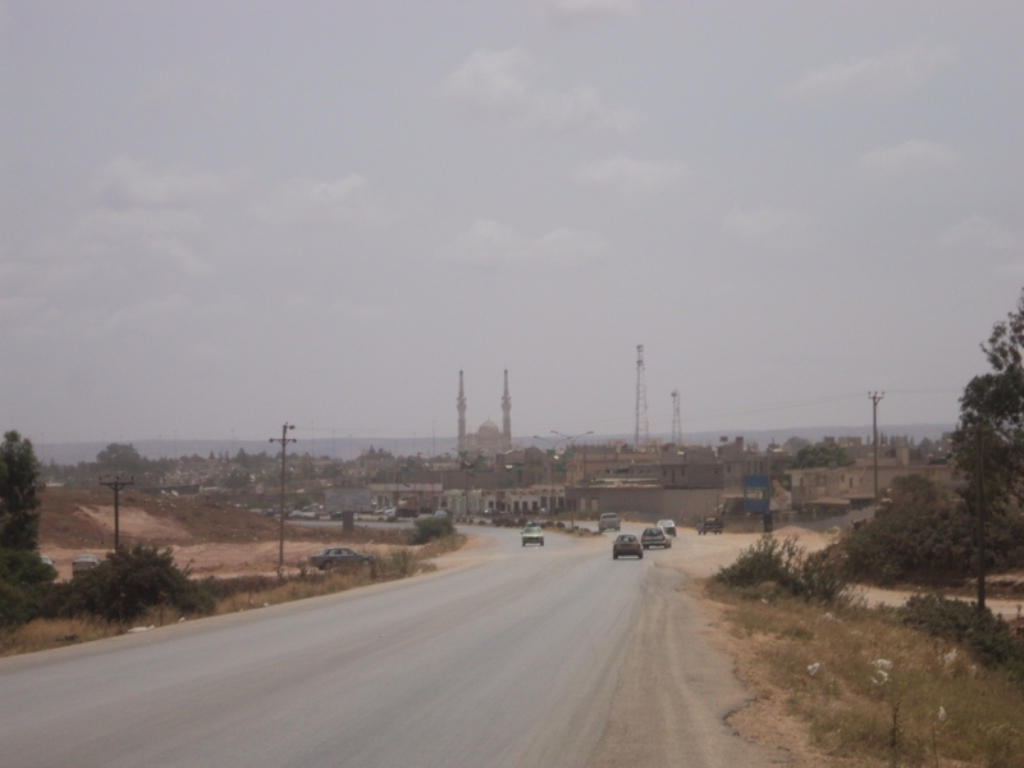
المرج شرق ليبيا- المدينة التي عاش بها

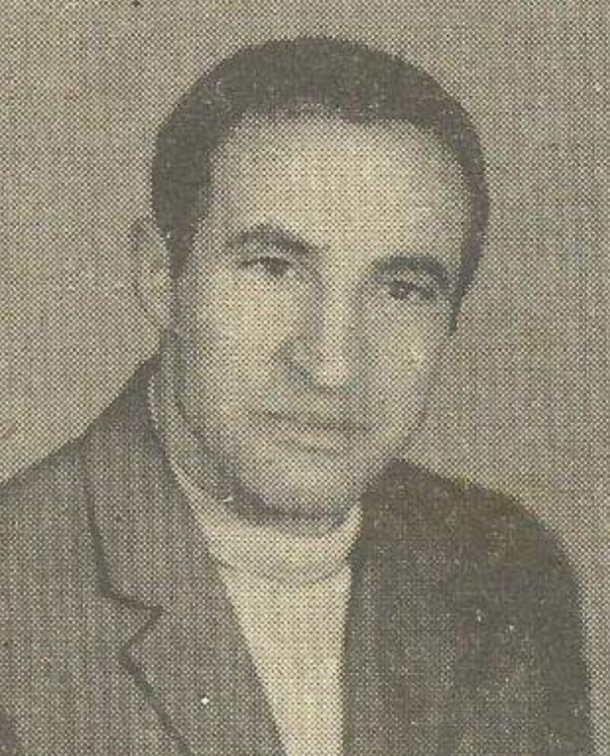
الكاتب والمخرج الليبي علي ناصر

## علي ناصر (ليبيا)
علي محمد ناصر أوعلي ناصر مخرج وكاتب مسرحي من الجيل المؤسس للحراك المسرحي في ليبيا كان أحد رواد التطوير للفن المسرحي، ولد في مدينة المرج 1944 وتوفي في 18 سبتمبر. 2021 م وهو مؤسس فرقة مسرح المرج.

## حياته
درس المخرج علي محمد ناصر في مدينة المرج وتخرج من معهد المعلمين وتعرف على المسرح في منتصف الخمسينات، حينما كانت الفرق المسرحية تأتي إلى مدينة المرج لتقدم عروضها الفنية، وكانت هذه الفرق تأتى من داخل  ليبيا أو من مصر. فبدأ اهتمامه بالمسرح.
قام هو ومجموعه من الشباب بتأسيس فرقة مسرح المرج، 28/7/1970 بمدينة المرج القديم.
مارس فن المسرح ضمن نشاط نادى المروج الرياضي  حيث كان من ضمن اهتمامات النادي الاهتمام بالأعمال الفنية والثقافية.

### أعضاء اللجنة التأسيسية لمسرح المرج
- علي ناصر
- قدر محمد القوارشة
- أحمد فرج الدحيلي
- سالم مصطفى المقصبي
- ادريس أحمد القبائلي
- طاهر عبد النبي خالد
- خليفة فرج المصراتي
- فاطمه محمد التواتي

## أهم أعماله المسرحية

### مسرحيات كتبها واخرجها
- طريق الحرية 1970م
- أطفال الغابة 1971م
- الشــعوذة   1972 م
- الدم دائما أحمر  1973م
- المسألة 1974م
- الوزيرة 1975م
- قطرة المطر 1980م
- فجر كالرعد 1981م
- إنسان  جديد 1982م
- العرب شالت 1984م
- حكاية بسام 1985م
- خالتي مشهية 1985م
- رقصة البندول 1986م
- الملتصقان 1990م
- أحويته وأخميسه واقرين 1990م
- زفاف  العنكبوت 1993م
- لـو 1997م
- أقدوره  سراق المعيز 1998م
- الموناليزا 1999م
- لاولا 2000م
- العسكر سوسه2000م
- الضــرة 2008م

### مسرحياتقام بإعدادها وإخراجها
- مسرحية«الزير سالم» من تأليف الفرد فرج أعدت تحت اسم«الأمير سالم» وذلك سنة  1971 م
- مسرحية«عـند» من التراث الشعبي تأليف حمد صبره سنة 1972 م
- مسرحية «بلياس ومليزاندا» من تأليف موريس ماترلانك سنة 1973م
- مسرحية «عالم وطاغية» من تأليف يوسف القرضاوى  سنة 1973م
- مسرحية المهرج  من تأليف محمد الماغوط أعدت باسم [صقر قريش] وذلك سنة 1978 م
- مسرحية «عمر المختار» من تأليف محمد الفيتورى   سنة 1980 م
- مسرحية «د. كنوك» من تأليف جو رومان، أعدت بعنوان[ كشكول]  سنة 1982 م
- مسرحية «غوما» من تأليف مصطفى محمود    سنة1983م
- مسرحية«الاقتعة» من تأليف محمد عبد الجليل قنيدى  سنة 1984 م
- مسرحية «كرنفال الأشباح» من تأليف  موريس دى كوبرا  أعدت تحت اسم نادي العفاريت سنة 1985 م
- مسرحية «غيث» من تأليف د. محمد أحمد وريث سنة1989م
- مسرحية «البطل في الزريبة» من تأليف فريدريش ديرينمات سنة1994م

## كتابات للإذاعة المرئية
- مسلسل «أم  الخير»  1979 م
- مسلسل«ناجى» 1983م
- مسلسل «خالتي مشهية» الجزء الأول 1989م
- مسلسل «خالتي مشهية» الجزء الثاني 1992م
- ثلاثية النهر 1993م
- مسلسل «خالتي مشهية» الجزء الثالث     1993م
- مسلسل«شاعر من بلادي» الجزء الأول«حسن لقطع» 1998م
- تمثلية «القذيفة» 2000م
- تمثلية «وامعتصماه» 2001م
- مسلسل «عمر المختار»2004م
- مسلسل «خالتي مشهية» الجزء الرابع  2005م
- مسلسل «مر الزمان»2007م
- مسلسل «تفاهموا  يا ناس» الجزء الأول 2008م

## كتبه
- مسرحية «فجر كالرعـد» من منشورات المنشأة العامة للنشر  والتوزيع والإعلان  سنة  1983 م
- مسرحية " رقصة البندول "مسرحية "زفاف العنكبوت من منشورات أمانة اللجنة الشعبية العامة للثقافة  سنة 2007 م
- نشرت مجلة الثقافة العربية اليبية مسرحية «الملتصقان» ومسرحية«رقصة البندول»

## الجوائز التي تحصل عليها
- جائزة القذافى لحقوق الإنسان في مجال التأليف المسرحي سنة2002 م
- جائزة مسابقة التأليف للأطفال
- جائزة أفضل كاتب مسرحي في المهرجان المسرحي بدرنة سنة 1986م
- جائزة أفضل مخرج مسرحي في المهرجان المسرحي بدرنة سنة 1986م
- جائزة أفضل مصمم مناظر  في المهرجان المسرحي بدرنة سنة 1986م
- جائزة أفضل مصمم  ملابس في المهرجان المسرحي الوطني الثامن بطرابلس سنة 1999 م

## وفاته
توفي في مدينة المرج بعد وعكة صحية يوم 18 سبتمبر 2021م.